# یولیا کیوفسکا
یولیا کیوفسکا (انگلیسی: Julia Kijowska؛ زادهٔ ۱۶ مارس ۱۹۸۱) بازیگر اهل لهستان است.
از فیلم‌ها یا برنامه‌های تلویزیونی که وی در آن نقش داشته‌است، می‌توان به بدون پنهان‌کاری، عنکبوت سرخ، خانواده جایگزین، پدر متیو، در تاریکی، فرشته نیرومند و هتل ۵۲ اشاره کرد.
وی همچنین برندهٔ جوایزی همچون جشنواره بین‌المللی فیلم تسالونیکی و گلدباگن شده‌است.